# Hemiodus sterni
Hemiodus sterni es una especie de peces de la familia Hemiodontidae en el orden de los Characiformes.

## Morfología
Los machos pueden llegar alcanzar los 7,9 cm de longitud total.

## Reproducción
Es ovíparo.

## Hábitat
Es un pez de agua dulce y de  clima subtropical (22 °C-26 °C).

## Distribución geográfica
Se encuentran en Sudamérica:  cuenca del río Juruena (cuenca del río Tapajós en Brasil ).